# Букуру, Пьер
Пьер Букуру (фр. Pierre Bukuru; род. 1955) — бурундиский шоссейный велогонщик.

## Биография
Родился в 1955 году. При родах умерла его мать и брат-близнец. В 1963 году, когда ему было 8 лет, погиб отец. После этого бабушка дала ему прозвище Magogwa (фр. Malheur, рус. Несчастье). Чтобы зарабатывать, начал следить за соседскими коровами и продавать молоко.
В 1984 году стал первым чемпионом Бурунди в групповой гонке.
В конце 1980-х годов принял участие на только что созданном Туре Руанды. На дебютном издании в 1988 году занял 8-е место, а в следующем 1989 году улучшил результат став третьим.
Женился в 1991 году. Имеет четверых детей.

## Достижения
1984
 Чемпионат Бурунди — групповая гонка
1988
8-й на Тур Руанды
1989
3-й на Тур Руанды